# Hiroshima mon amour

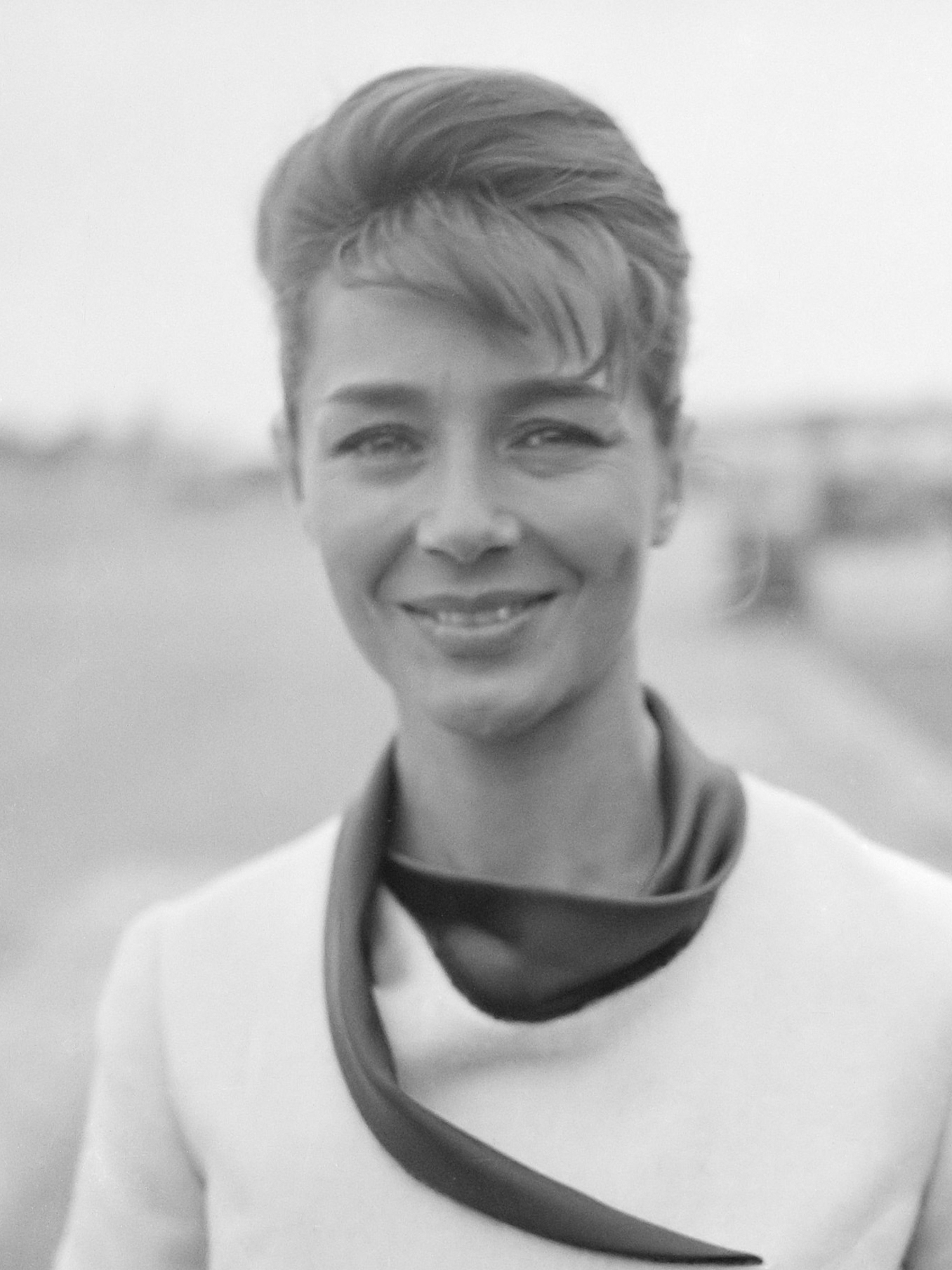
Hoofdrolspeelster Emmanuelle Riva in 1962.

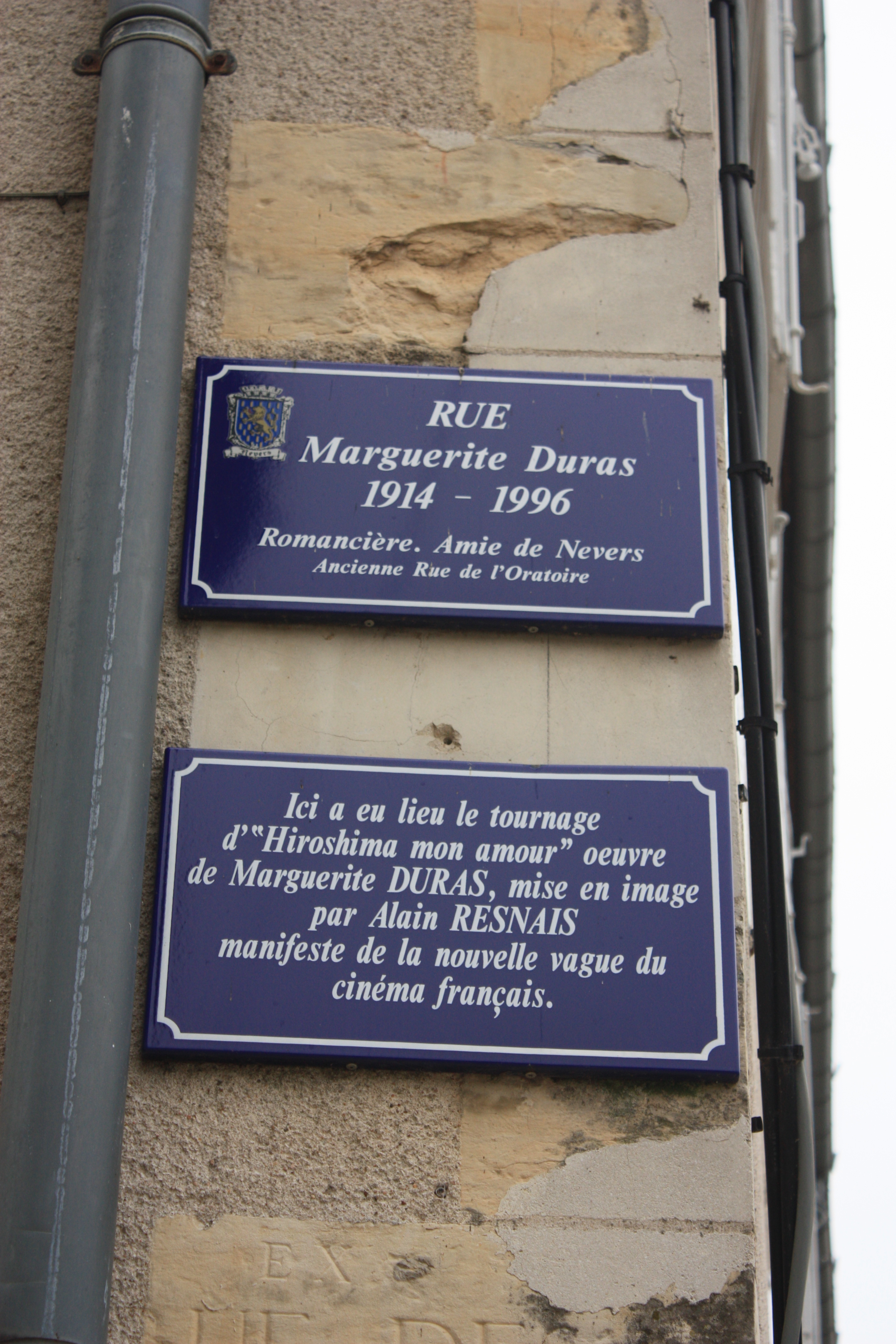
Straatnaambord van de Rue Marguerite Duras in Nevers en daaronder een gedenkbord voor het maken van de film Hiroshima mon amour, 2016.

Hiroshima mon amour is een Frans/Japanse film uit 1959 van Alain Resnais met in de hoofdrollen Emmanuelle Riva en Eji Okada.
Alain Resnais baseerde de film op een korte documentaire over de atoombom op Hiroshima die nooit van de grond kwam. Hiroshima Mon Amour wordt gezien als het begin van de Nouvelle Vague. De film gebruikte nieuwe technieken als korte flashbacks die een gebroken verhaallijn geven. "De tijd," zo zegt Resnais, "is verbrijzeld".
De film werd genomineerd voor een Oscar voor Beste Originele Scenario, en voor de Gouden Palm op Cannes voor Beste Film. Ook waren er twee nominaties voor een BAFTA (Beste Film en Beste Actrice). Bij de BAFTA-uitreiking kreeg de film wel de UN-Award voor Beste Film.

## Verhaal
Een Franse actrice reist naar Hiroshima om een film te maken over de vrede. In de stad, die in 1945 door een atoombom werd getroffen, ontmoet ze een Japanse architect. Hun namen komen we niet te weten, de actrice wordt aangeduid als 'Elle' (Frans voor "zij"), de architect als 'Lui' (Frans voor "hij", uitspraak "lwie"). Ze zijn zesendertig uur samen en in die tijdsperiode ontwikkelen ze een relatie om vervolgens uit elkaar te gaan. Als Elle ('Zij') afscheid neemt, vergelijkt ze mislukte relaties met het bombardement op Hiroshima, gezien vanuit het perspectief van mensen die er wel en niet bij aanwezig waren. Lui ('Hij') was soldaat in het Japanse leger en zijn familie was in Hiroshima toen de atoombom viel. Elle vertelt ook dat ze tijdens de Tweede Wereldoorlog in Nevers in Frankrijk een relatie had met een Duitse soldaat. Ze werd door familie verstoten en haar omgeving verachtte haar. Voor Elle is de relatie met Lui een herhaling van haar affaire in Nevers. Ze vergelijkt Lui met de Duitse soldaat. Elle praat ook over Hiroshima, ze zegt dat ze de feiten vertelt, maar wordt steeds onderbroken door Lui, die zegt dat ze liegt en de feiten verdraait. "Je bent niet begiftigd met een geheugen," zegt Lui. Elle blijft doorgaan en vergelijkt weer Nevers met Hiroshima. Na de bevrijding in 1944 werd ze als 'moffenhoer' gebrandmerkt en haar haar afgeschoren, ze ziet hierin een parallel met de haaruitval als gevolg van straling na de atoombomaanval. De relatie eindigt met de woorden: 'Toi, ton nom est Hiroshima. - Et toi, ton nom est Nevers, en France'. (Jij, jouw naam is Hiroshima - en jij, jouw naam is Nevers in Frankrijk).

## Rolverdeling
| Acteur          | Personage  |
| --------------- | ---------- |
| Emmanuelle Riva | Zij        |
| Eiji Okada      | Hij        |
| Bernard Fresson | De Duitser |
| Stella Dassas   | De moeder  |
| Pierre Barbaud  | De vader   |

## Achtergrond

### Scenario
Alain Resnais wilde een documentaire maken over 6 augustus 1945, de dag waarop de eerste atoombom werd afgeworpen op de Japanse stad Hiroshima. De documentaire kreeg de werktitel Picadon (picadon (ピカドン) is Japans voor atoombom, "lichtflitsknal"). Hij besteedde enige maanden aan het project, maar liep vast omdat hij, naar eigen zeggen, steeds bezig was om zijn beroemde documentaire over de Holocaust Nuit et Brouillard uit 1956 te hercreëren. (In 1979 maakte de Japanse animator Renzo Kinosita een animatiefilm over de val van de bom op Hiroshima onder de titel "Picadon"). Resnais begon zich te realiseren dat het onderwerp van de film zich meer leende voor een speelfilm. In zijn idee kon het scenario voor de film alleen worden geschreven door scenariste Marguerite Duras. Duras had al literaire roem vergaard met haar scenario's voor Un barrage contre le Pacifique en Moderato Cantabile en Resnais vond haar de aangewezen schrijfster voor zijn film. Het kostte Duras twee maanden om het scenario te voltooien. Ze werkte nauw samen met Resnais en elementen van de films van Sergei Eisenstein zijn onmiskenbaar in het scenario verwerkt. De belangrijkste inspiratiebron was echter Intolerance van D.W. Griffith uit 1916. Resnais zocht naar een scenario dat was gebaseerd op twee tijdvelden, die in elkaar overlopen. Tegenwoordige tijd en verleden tijd zijn niet strikt gescheiden, maar vormen een eenheid. De flashbacks zijn niet noodzakelijkerwijs afkomstig uit het verleden, omdat niet zeker is of de flashbacks echte herinneringen zijn of leugens.

### Acteurs
De productie van de film was een Frans/Japanse coproductie. Er moest zowel in Japan als in Frankrijk worden gefilmd en de hoofdrolspelers moesten Frans en Japans zijn. Voor de vrouwelijke hoofdrol werd Emmanuelle Riva uitverkoren. Riva was begonnen als naaister en later overgestapt naar de film. Voor Hiroshima mon amour had ze alleen nog een klein rolletje gespeeld in Les Grandes Familles, terwijl ze in 1959 de rol van Terese speelde in Kapò. Haar tegenspeler was Eiji Okada. Okada had gediend als soldaat in het Japanse leger in de Tweede Wereldoorlog en was vervolgens mijnwerker en handelsreiziger geweest voordat hij acteur werd. Okada sprak geen Frans en moest de teksten fonetisch leren. Hij leerde elke lettergreep uitspreken en vervolgens logisch aan elkaar rijgen. Zowel Okada als Riva bleven voor de rest van hun carrière verbonden met Hiroshima mon amour. Riva overtrof haar succes meer dan vijftig jaar later in Amour (2012).